# W3C
 Конзорцијум (енгл. World Wide Web Consortium, W3C) је међународна организација задужена за израду стандарда интернета.
W3C се састоји од сталних чланова, које представљају разноврсне организације широм свијета, и сталних техничких експерата који представљају језгро организације. У мају 2018. године W3C је чинило 471 организација чланица, а отворен је и за пријем нових.
Такође, W3C се бави образовањем и информисањем, развија софтвер и служи као отворени форум за дискусију о вебу.

## Историја
WWW Конзорцијум (W3C) је основао је Тим Бернерс-Ли након што је напустио Европску организацију за нуклеарна истраживања (CERN; Conseil Européen pour la Recherche Nucléaire) у октобру 1994. године. Основан је на Massachusetts Institute of Technology Laboratory for Computer Science (MIT/LCS) уз подршку Европске комисије и Агенцијe за развој одбрамбених напредних истраживачких пројеката (DARPA; Defense Advanced Research Projects Agency), која је пионир интернета и његовог претходника АРПАНЕТ-а.
Организација покушава да подстакне компатибилност и сагласност међу члановима индустрије у усвајању нових стандарда које је дефинисао W3C. Некомпатибилне верзије HTML нуде различити произвођачи, узрокујући недоследност у приказу веб страница. Конзорцијум покушава да набави све те произвођаче да спроведу скуп кључних принципа и компоненти које изабере конзорцијум.
Првобитно је било намијењено да CERN буде домаћин европског огранка W3C; међутим, CERN је желео да се фокусира на физику честица, а не на информациону технологију. У априлу 1995. године Француски институт за истраживање рачунарских наука и аутоматизација (INRIA) постао је европски домаћин W3C, док је SFC (KRIS) истраживачки институт у Keio University постао је азијски домаћин септембра 1996. године. Почевши од 1997. године, W3C је створио регионалне канцеларије широм света. Од септембра 2009. године ова организација имала је осамнаест светских канцеларија које покривају Аустралију, земље Бенелукса (Холандија, Луксембург и Белгија), Бразил, Кина, Финска, Немачка, Аустрија, Грчка, Хонг Конг, Мађарска, Индија, Израел, Италија, Јужна Кореја, Мароко, Јужна Африка, Шпанија, Шведска и од 2016. године у Уједињеном Краљевству и Ирској.
У октобру 2012. године, W3C је сазвао заједницу великих веб играча и издавача како би успоставио вики МедијаВики који покушава да документује отворене веб стандарде који се зову WebPlatform и WebPlatform Docs.
У јануару 2013. године Beihang University је постао кинески домаћин.

## Спецификација зрелости
Понекад, када спецификација постане превелика, она се дели у независне моделе који могу сазрети у сопственом темпу. Каснијa издања модула или спецификације познате су као нивои и означавају се првим бројем у наслову (на пример CSS3 = Ниво 3). Накнадне ревизије на сваком нивоу означене су бројевима који следе децималну тачку (на пример CSS2.1 = Ревизија 1).
Процес формирања W3C стандарда дефинисан је у W3C процесном документу, у којем су приказани четири нивоа зрелости кроз које сваки нови стандард или препорука морају напредовати.

### Радни нацрт (WD)
Након што се добије довољно садржаја из 'нацрта уредника' и дискусије, може се објавити као радни нацрт (Working Draft) за преглед од стране заједнице. Радни нацрт документ је први облик стандарда који је јавно доступан. Коментар практично било ког је прихваћен, иако се не дају обећања у вези са радњама на било ком одређеном елементу који је коментарисан.
У овој фази, стандардни документ може имати значајне разлике од свог коначног облика. Као такав, свако ко имплементира WD стандарде мора бити спреман да значајно модификује њихове имплементације с обзиром на стандардно сазревање.

### Препорука кандидата (CR)
Препорука кандидата (Candidate Recommendation) је верзија стандарда који је више зрео од WD. У овом тренутку, група одговорна за стандард је задовољна да стандард испуњава свој циљ. Сврха CR-а је да осигура помоћ од развојне заједнице о томе како се имплементира стандард.
Стандардни документ се може даље мењати, али у овом тренутку се углавном одлучују значајне особине. Дизајн тих карактеристика се и даље мења због повратних информација од имплементатора.

### Предложена препорука (PR)
Предложена препорука (Proposed Recommendation) је верзија стандарда који је прошао претходна два нивоа. Корисници стандарда пружају улаз. У овој фази, документ се доставља Саветодавном већу W3C за коначно одобрење.
Иако је овај корак важан, он ретко узрокује било какве значајне промене у стандарду док не пређе на следећу фазу.
И кандидати и предлози могу ући у "последњи позив" како би сигнализирали да се морају дати додатне повратне информације.

### W3C препорука (REC)
Ово је најразвијенија фаза развоја. У овом тренутку, стандард је прошао обиман преглед и тестирање, у теоријским и практичним условима. Стандард сада потврђује W3C, што указује на његову спремност за распоређивање јавности и охрабрује широко распрострањену подршку међу имплементаторима и ауторима.
Препоруке се понекад могу имплементирати погрешно, делимично или уопште, али многи стандарди дефинишу два или више нивоа усклађености које програмери морају поштовати ако желе да означе свој производ као W3C компатибилан.

### Касније ревизије
Препорука се може ажурирати или продужити објављивањем одвојено објављених, не-техничких грешака или нацрта докумената док се не наплаћују довољна измена за производњу новог издања или нивоа препоруке. Поред тога, W3C објављује различите врсте информативних напомена које треба користити као референце.

### Сертификација
За разлику од ISOC и других међународних тела за стандарде, W3C нема програм сертификације. W3C је одлучио, за сада, да није прикладан за покретање таквог програма, због ризика стварања више недостатака за заједницу него користи.

## Администрација
Конзорцијумом заједнички управља MIT Computer Science and Artificial Intelligence Laboratory (CSAIL, лоциран у Stata Center) у САД, European Research Consortium for Informatics and Mathematics (ERCIM) (у Sophia Antipolis, Француска), Keio University (у Јапану) и Beihang University (у Кини). W3C такође има светске канцеларије у шеснаест региона широм света. Канцеларије W3C раде са својим регионалним мрежним заједницама како би промовисале W3C технологије на локалним језицима, прошириле географску основу W3C и подстакле међународно учешће у активностима W3C.
W3C има тим од 70—80 широм света од 2015. године. W3C управља управљачки тим који издваја ресурсе и стратегију дизајна коју, од марта 2010. године, води CEO Jeffrey Jaffe, бивши CTO of Novell. Такође, тим укључује саветодавни одбор који подржава у стратегији и правним питањима и помаже у решавању сукоба. Већину стандардизационих радова обављају екстерни W3C стручњаци у различитим радним групама.

## Чланство
Конзорцијум је регулисан њеним чланством. Списак чланова је доступан јавности. Чланови укључују бизнисе, непрофитне организације, универзитете, владине ентитете и појединце.
Захтеви за чланство су транспарентни, осим једног захтева: Захтев за чланство мора бити прегледан и одобрен од стране W3C. Многе смернице и захтеви су детаљно наведени, али не постоје коначне смјернице о процесу или стандардима по којима би чланство могло бити коначно одобрено или одбијено.
Трошкови чланства се дају на клизној скали, у зависности од карактера пријављене организације и земље у којој се налази. Земље су категоризоване према најновијим групацијама Свјетске банке по БНД ("Бруто национални доходак") по глави становника.

## Критика
У 2012. и 2013. години, W3C је започео размишљати о додавању DRM специфичних Encrypted Media Extensions (EME) уo HTML5, која је критикована јер су против отворености, компактибилности и неутралности произвођача који истакнуте веб странице изграђују користећи само W3C стандарде од оних који захтевају власничке додатке као што су Flash.
W3C Конзорцијум је, 18. септембра 2017. године, као препоруку објавио EME спецификацију, што је довело до оставке Фондацијe за електронске границе из W3C.

## W3C стандарди
W3C/IETF стандарди (преко Интернет протокола) односе се на следеће интернет технологије:
- CGI
- CSS – језик за форматирање изгледа садржаја у HTML и XML
- DOM
- EME
- GRDDL
- HTML — језик за приказ информација на веб-у
- MathML
- OWL
- P3P
- RDF
- SISR
- SKOS
- SMIL
- SPARQL
- SRGS
- SSML
- SVG — језик за опис дводимензионлане векторске графике
- VoiceXML
- XHTML — верзија HTML усклађена са правилима XML
- XML – језик за складиштење, опис и размену података
- XML Events
- XML Information Set
- XML Schema – језик за специфицирање структуре XML долумента
- SOAP – комуникацијски протокол за размену информација помоћу веб сервиса базиран на XML
- WSDL — језик за опис веб сервиса базиран на XML
- XPath
- XQuery
- XSL-FO
- XSLT
- WAI-ARIA
- WCAG
- WSDL
- XForms